# Dirphya plagiata
Dirphya plagiata là một loài bọ cánh cứng trong họ Cerambycidae.